# San Manuel, Chiapas
San Manuel är en ort i Mexiko.   Den ligger i kommunen Palenque och delstaten Chiapas, i den sydöstra delen av landet, 800 km öster om huvudstaden Mexico City. San Manuel ligger 234 meter över havet och antalet invånare är 257.
Terrängen runt San Manuel är kuperad. Runt San Manuel är det ganska glesbefolkat, med 35 invånare per kvadratkilometer. Närmaste större samhälle är Palenque, 7,8 km norr om San Manuel. Trakten runt San Manuel består till största delen av jordbruksmark.